# Андре Філіпе Бернандеш Сантуш
Андре Філіпе Бернандеш Сантуш (порт. André Filipe Bernardes Santos, нар. 20 березня 1989, Торреш-Ведраш) — португальський футболіст, півзахисник французького «Меца».
Виступав, зокрема, за «Спортінг» та «Депортіво», а також національну збірну Португалії.

## Клубна кар'єра
Вихованець лісабонського «Спортінга», проте до першої команди пробитись не зумів.
Через це протягом 2008 року захищав на правах оренди кольори клубу «Фатіма» з третього за рівнем дивізіону Португалії. Після цього ще півтора року провів у клубі «Уніан Лейрія», з яким за підсумком сезону 2008/09 вийшов до елітного дивізіону Португалії, де і дебютував з командою у наступному сезоні. Всього відіграв за клуб Лейрії 39 матчів у чемпіонаті.
Влітку 2010 року повернувся в «Спортінг», але закріпитись в команді не зумів, зігравши за два сезони лише у 37 матчах Прімейри Ліги. Тому на сезон 2012/13 Андре знову був відданий в оренду, цього разу в іспанське «Депортіво», якому не допоміг зберегти прописку в Ла Лізі.
Після цього півзахисник провів по сезону у складі португальської «Віторії» (Гімарайнш) та турецького «Баликесірспора».
2015 року приєднався до складу французького «Меца» з Ліги 2. Відтоді встиг відіграти за команду з Меца 28 матчів в національному чемпіонаті.

## Виступи за збірну
Протягом 2009–2011 років залучався до складу молодіжної збірної Португалії. На молодіжному рівні зіграв у 15 офіційних матчах, забив 1 гол.
2011 року провів два товариські матчі у складі національної збірної Португалії.
| Дата       | Місто  | Господарі  | Результат | Гості      | Турнір           | Голи | Примітки |
| ---------- | ------ | ---------- | --------- | ---------- | ---------------- | ---- | -------- |
| 29/03/2011 | Авейру | Португалія | 2 – 0     | Фінляндія  | товариський матч | -    |          |
| 10/08/2011 | Фару   | Португалія | 5 – 0     | Люксембург | товариський матч | -    |          |
| Усього     |        | Матчів     | 2         |            | Голів            | 0    |          |